# 俄罗斯科学院生物医学问题研究所
俄罗斯科学院生物医学问题研究所（俄语：Институт медико-биологических проблем Российской академии наук）是位于俄罗斯莫斯科的空间生物学和医学研究所，现隶属于俄罗斯科学院。俄文简称“ИМБП”，拉丁化“IMBP”。

## 历史
根据苏联共产党中央委员会的1963年10月28日苏联部长会议第1106-399号决议，和1963年11月4日卫生部长第79号令，苏联卫生部决定组建“空间生物学与医学研究所”。1965年更名为“生物医学问题研究所”。苏联解体后的1994年成为俄罗斯国家级学术中心。2001年隶属俄罗斯科学院。
1967年开始编辑出版《航空航天与生态医学》期刊。

## 研究方向
根据2011年9月27日俄罗斯科学院第196号决议，医学生物问题研究所的主要研究方向为：
- 对宇宙空间的生物学、生理学和医学研究；对生态、极端环境、体育、航空、高原领域的生理学和医学研究；引力生理学；生物、物理化学和复杂生命系统的研究；细胞生理学；生物技术；心理生理学；工程心理学和人因工程学；放射生物學；磁生物学；天體生物學
- 航天飞行的医疗保障和生物学支持（包括环境和辐射安全）
- 对生理医学和潜水医学的研究；人体呼吸道研究；封闭环境下的卫生学和流行病学
- 人体体能储备、生理机能与环境因素的影响；高危险职业与医疗问题
- 临床医学与国民经济关系研究
- 远程医疗

## 著名实验
- 火星-500地面模拟实验室[4]
- “SIRIUS-19”模拟联合登陆月球隔离实验[5]